# 拜倫港 (紐約州村)
拜倫港（英語：Port Byron）是位於美國紐約州卡尤加縣的村。

## 人口
根據2020年美國人口普查的數據，拜倫港的面積為2.43平方千米，當中陸地面積為2.36平方千米，而水域面積為0.07平方千米。當地共有人口1101人，而人口密度為每平方千米453人。